# 나 이대로 괜찮을까
《나 이대로 괜찮을까》(私このままでいいのかな)는 가수 보아가 2018년 2월 14일에 일본에서 발매한 아홉 번째 정규 음반으로, 사상 최초로 앨범명이 일본어로 지어졌다. 2014년 발매된 <WHO'S BACK?> 이후 3년 반 만에 발매되는 정규 앨범으로, 그 이후 발매된 싱글 <FLY>부터 시작하여 디지털 싱글로만 발매됐던 'Make Me Complete'와 'Right Here, Right Everywhere'가 수록되었다. 뿐만 아니라 2017년 5월에 열린 「BoA THE LIVE in Billboard Live」에서 공개됐던 'Jazzclub'도 함께 수록되며, 사양은 CD+DVD반 2가지 타입과 CD반 1가지 타입으로 발매되었다.
앨범 타이틀 트랙(Title Track)인 'Jazzclub'은 2017년 12월 24일 SMtown 유튜브 계정을 통해 뮤직비디오가 공개되었으며, 2018년 1월 24일 일본 음원사이트에서 음원이 선공개되었다. 앨범 리드송(Lead song)은 앨범과 동명의 곡인 '私このままでいいのかな'이다.

## 활동 목록
| (Lead Song) 私このままでいいのかな (Title Track) Jazzclub |                                                    |                                                         |
| 2017년 12월 24일                                          | Jazzclub MV 공개                                   | 일본뮤비 최초로 SMtown 계정 공개                        |
| 2018년 1월 1일                                            | TBS CDTV 스페셜 섣달그믐 프리미어 라이브 2017→2018 | Valenti, Jazzclub                                       |
| 2018년 1월 16일                                           | J-WAVE GROOVE LINE                                 | 라디오 생방송, 私このままでいいのかな 최초공개          |
| 2018년 1월 24일                                           | Jazzclub iTunes 선공개                             |                                                         |
| 2018년 1월 25일                                           | 私このままでいいのかな MV 공개                     | SMtown 계정 공개                                        |
| 2018년 1월 27일                                           | 후지tv Music Fair                                  | 私このままでいいのかな, Valenti (With JUJU),            |
| 2018년 1월 28일                                           | LINE LIVE                                          | Jazzclub의 <<BoA THE LIVE in Billboard Live>> 버전 공개 |
| 2018년 2월 1일                                            | J-WAVE STEP ONE                                    |                                                         |
| 2018년 2월 10일                                           | J-WAVE SEASONS                                     |                                                         |
| 2018년 2월 14일                                           | 앨범 발매                                          |                                                         |

## 트랙리스트
CD
1. Where am I now
2. ありがとうサヨナラ
3. Crow
4. Jazzclub
5. FLY(album version)
6. Right Here, Right Everywhere
7. Manhattan Tango
8. Make Me Complete
9. Lookbook
10. Mannish Chocolat
11. Kiss My Lips
12. 私このままでいいのかな

DVD (Type 1)
1. Jazzclub -Music Clip-
2. FLY -Music Clip-
3. Lookbook -Music Clip-
4. Kiss My Lips -Music Clip-
5. Documentary of "Jazzclub"

DVD (Type 2)
BoA THE LIVE in Billboard Live Selection
1. Jazzclub
2. Medley コノヨノシルシ～DO THE MOTION～make a secret
3. JEWEL SONG